# Baixa edat mitjana a Espanya
La baixa edat mitjana succeeix cronològicament l'alta edat mitjana i és el període que abasta des dels inicis del segle xi fins al Renaixement, ja en el segle xv, encara que per alguns autors, com l'escola mutacions francesa, només aquest període seria medieval, mentre que el corresponent a l'alta edat mitjana seria en realitat antiguitat tardana. A Europa és el moment de màxima expansió del feudalisme, un sistema dominat per una minoria d'aristòcrates guerrers que, juntament amb els funcionaris de l'Església, retenen la propietat eminent de la terra.
La baixa edat mitjana també és el moment de màxim poder de l'Església Catòlica, que domina tot Europa i impulsa fins i tot expansions com les de les Croades. Aquest domini de l'Església es pot veure en els grans temples gòtics de les ciutats medievals i en la importància dels camins de peregrinació, com el Camí de Sant Jaume.
Els segles X al XV són l'època de major balanç d'Occident, on queden establertes les llei és i pautes de l'Església ( habeas corpus , celibat, sagraments, etc.). El segle xiv, destaca també a Espanya, per ser el segle de la Pesta Negra, tràgic episodi que va patir tot el món occidental conegut, parts d'Àsia i Àfrica, que reduiria la població peninsular gairebé un terç (anys 1348 - 1349).
A l'edat mitjana, el centre és Déu, tots els fenòmens s'expliquen a través d'Ell. Des de l'edat mitjana fins al Renaixement hi ha un estret vincle entre l'Església i l'Art, l'art depèn de la religió, tot el que estigués fora de la religió no és art.
L'edat mitjana s'iniciaria així amb les primeres invasions germàniques i la consegüent caiguda de l'Imperi Romà d'occident al segle v (cap a 476), les seves acaballes se situen al voltant de tres diferents esdeveniments d'igual importància:
1. La caiguda de Constantinoble (actual Istanbul) a 1453, data en què també acaba la Guerra dels Cent Anys
2. La invenció de la Impremta al voltant de 1455
3. El Descobriment d'Amèrica per Cristòfor Colom a 1492
4. Els començaments del moviment de la Reforma a 1517

## Organització política i institucions de la baixa edat mitjana

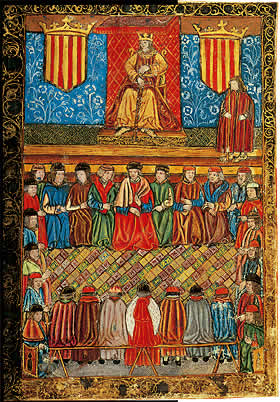
Corts catalanes

El regne de Castella i la corona d'Aragó van tenir durant l'edat mitjana com a forma de govern  la monarquia feudal , caracteritzada per la divisió del poder polític entre el rei i la noblesa, que governa els seus senyorius.
- Corts d'Aragó
- Corts de Castella

### Crisi demogràfica, econòmica i política.

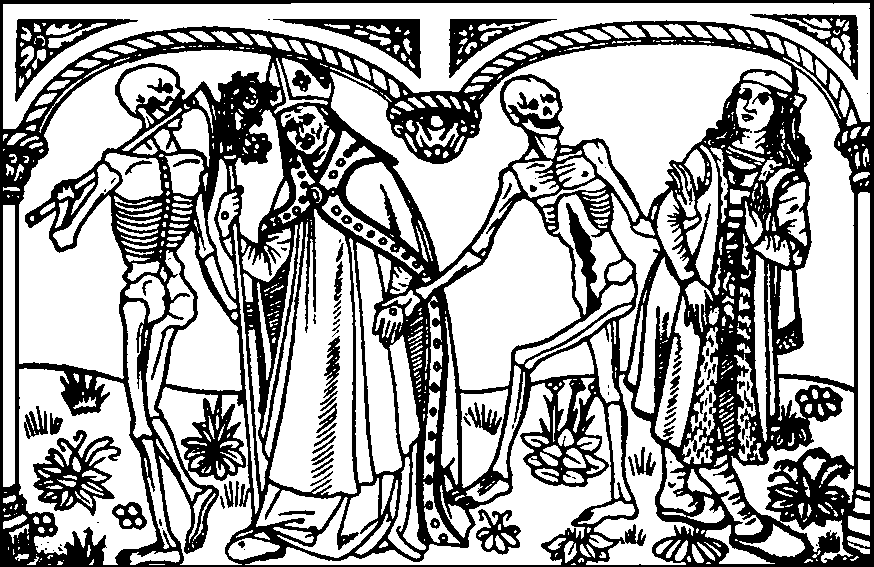
Danses de la Mort

La crisi demogràfica va ser causada pel fre de les rompudes (agafar nous terrenys per a cultivar-), els cultius especulatius (com la vinya, l'olivera ...) enfront dels sustentadors (cereales. ..), l'enduriment del clima i el baix rendiment de l'agricultura.
Va tenir conseqüències de desequilibri de la població. A més en aquest moment va aparèixer una epidèmia de pesta negra (1348), provocant una enorme mortaldat.
Més tard va haver una recuperació (1420-1480), que en el regne de Castella va ser molt gran, donant el desenvolupament de les ciutats.
La crisi econòmica era bàsicament creada pel despoblament i l'escassetat de mà d'obra, cosa que va fer que aparegués un desequilibri de preus i salaris.
La recuperació es va donar al segle xv gràcies a cultius especialitzats (arròs, canya de sucre ...) adaptats al mercat internacional i urbà, un auge de la ramaderia ovina que ajuda a omplir el buit demogràfic i per acabar el comerç de llana i ferro amb noves rutes, nous espais de contractació com les fires i llotges, les societats mercantils i els mitjans de pagament (les lletres) i la reactivació del comerç interior i exterior.
La crisi política i social era bàsicament l'augment de la pressió senyorial (creant les institucions del mayorazgo i augmentant la gleva (servitud) a més d'apropiar de terres del patrimoni reial), els múltiples conflictes socials entre nobles (guerres civils) i entre regnes, entre agricultors i ramaders, per xenofòbia antijueva, i entre senyors i camperols (donant lloc a revoltes)
Ideològicament, aquesta situació és l'embrió de l'Estat modern, segueix havent discrepàncies (per autoritarisme i pactisme), i apareix el germen del pensament laic i autònom. A poc a poc s'anirà imposant la monarquia absoluta.

## L'expansió de la corona d'Aragó a la Mediterrània

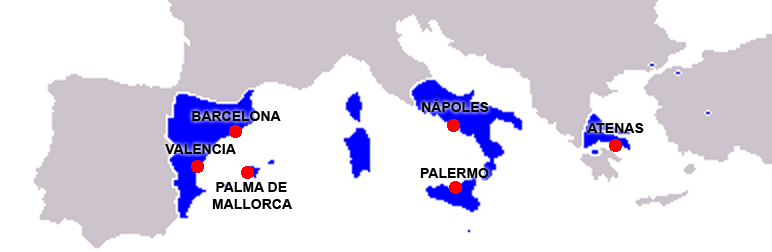
Expansió de la Corona d'Aragó
segles i